# Assedio di Castelnuovo
L'assedio di Castelnuovo fu un combattimento tra le forze ottomane e quelle spagnole per il controllo del Mediterraneo che ebbe luogo nel luglio del 1539 nella città fortificata di Castelnuovo, in Montenegro. Castelnuovo era stata conquistata da un gruppo di tercios spagnoli l'anno precedente nel corso della fallimentare campagna indetta dalla Lega Santa contro l'Impero ottomano nelle acque del Mediterraneo orientale. Il villaggio, circondato da mura, venne assediato via terra e via mare da un potente esercito ottomano alla guida di Khayr al-Dīn Barbarossa, che offrì poi una resa onorevole ai difensori. I termini della resa vennero rifiutati dal comandante degli spagnoli, Francisco de Sarmiento, per quanto i suoi capitani lo avessero prevenuto sul fatto che la flotta della Lega Santa, sconfitta nella Battaglia di Prevesa, non avrebbe potuto assisterli. Durante l'assedio l'esercito del Barbarossa subì pesanti perdite a causa della strenua resistenza dell'esercito di Sarmiento. Ad ogni modo, Castelnuovo cadde alla fine nelle mani degli ottomani e quasi tutti i difensori spagnoli, tra cui Sarmiento, rimasero uccisi. La perdita del villaggio pose fine al tentativo delle armate cristiane di riprendere il controllo del Mediterraneo orientale. Il coraggio dei tercios ad ogni modo venne ammirato e lodato in tutta Europa e fu celebrato in diverse poesie e canzoni d'epoca.

## Antefatto

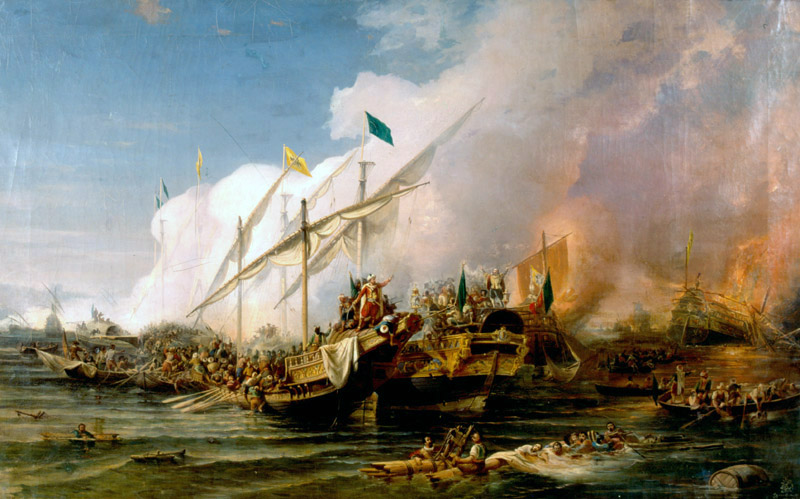
Khayr al-Dīn Barbarossa sconfigge la Lega Santa di Carlo V al comando di Andrea Doria nella Battaglia di Prevesa (1538). Dipinto del 1866 di Ohannes Umed Behzad.

Nel 1538 il principale pericolo per l'Europa cristiana nel continente era l'espansione dell'Impero ottomano. Le armate del sultano Solimano il Magnifico erano state bloccate a Vienna nel 1529. Nel Mediterraneo, un'offensiva cristiana tentò di eliminare il pericolo della grande flotta turca nel 1535, quando una potente "armada" al comando di don Álvaro de Bazán e dell'ammiraglio genovese Andrea Doria prese il porto di Tunisi, espellendo l'ammiraglio ottomano Khayr al-Dīn Barbarossa dalle acque del Mediterraneo occidentale. All'ammiraglio ottomano venne quindi chiesto di tornare a Costantinopoli dove venne nominato comandante di una grande flotta per condurre una campagna contro i possedimenti della Repubblica di Venezia nell'Egeo e nel Mar Ionio. Barbarossa catturò le isole di Siro, Egina, Io, Paro, Tino, Scarpanto, Caso, Nasso e assediò Corfù (vedi Assedio di Corfù (1537)). Le città italiane di Otranto e Ugento e la fortezza di Casto (nell'attuale provincia di Lecce) vennero razziate.

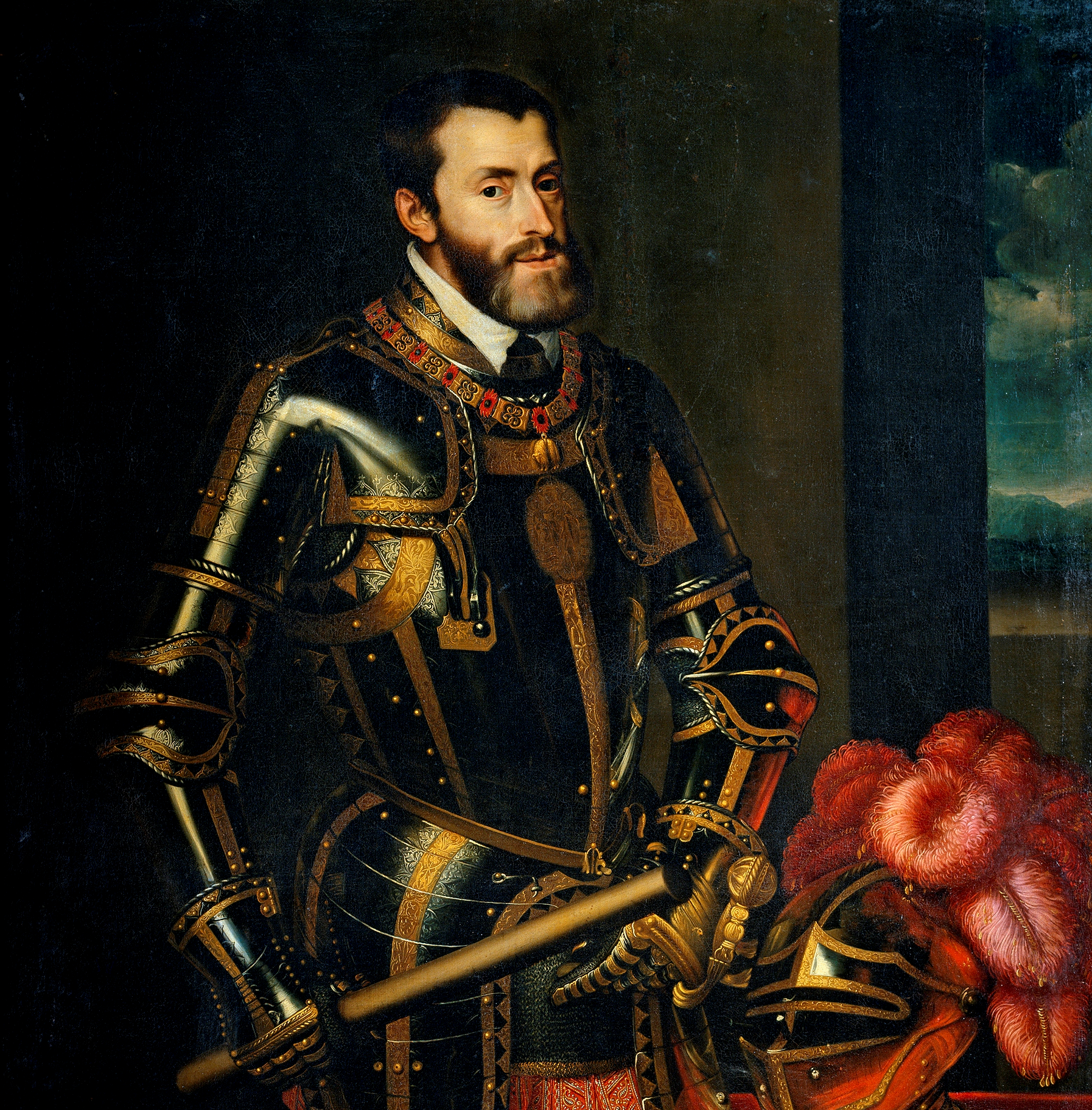
Ritratto di Carlo V. Copia di Rubens da un ritratto di Tiziano.

La Repubblica di Venezia, terrorizzata dalla perdita dei propri possedimenti e per la rovina del proprio impero commerciale, condusse una vigorosa campagna per la creazione di una "Lega Santa" per recuperare i territori perduti ed espellere gli ottomani dal Mediterraneo. Nel febbraio del 1538, papa Paolo III riuscì a creare una lega che comprendeva lo Stato Pontificio stesso, la Repubblica di Venezia, il Sacro Romano Impero (con l'arciducato d'Austria) ed i Cavalieri di Malta. La flotta alleata per la campagna avrebbe dovuto essere composta di 200 galee e di altre 100 navi ausiliarie, mentre l'esercito era composto da circa 50 000 fanti e 4500 cavalieri, ma fu ad ogni modo composta da sole 130 galee e da un esercito di 15 000 fanti, perlopiù spagnoli. Il comando della flotta venne concesso nominalmente al genovese Andrea Doria, ma Vincenzo Cappello e Marco Grimaldi, ufficiali comandanti rispettivamente delle flotte papale e veneziana, avevano il doppio delle navi del Doria sotto il loro comando. Il comandante dell'esercito fu Ferrante I Gonzaga, viceré di Sicilia.
Le differenze di formazione dei comandanti della flotta poterono comunque ben poco di fronte ad un nemico come il Barbarossa. Questo lo si vide nella Battaglia di Prevesa, combattuta nel Golfo di Arta. Ma la Lega Santa diede il proprio supporto alle forze di terra che sbarcarono sulla costa dalmata e catturarono la città di Castelnuovo. Questo piccolo villaggio era in realtà una fortezza strategica importante tra i possedimenti veneziani di Cattaro e Ragusa nell'area conosciuta come Albania Veneta. Venezia reclamava il possesso della città, ma Carlo V si rifiutava di cederla. Fu questo l'inizio della fine della Lega Santa.

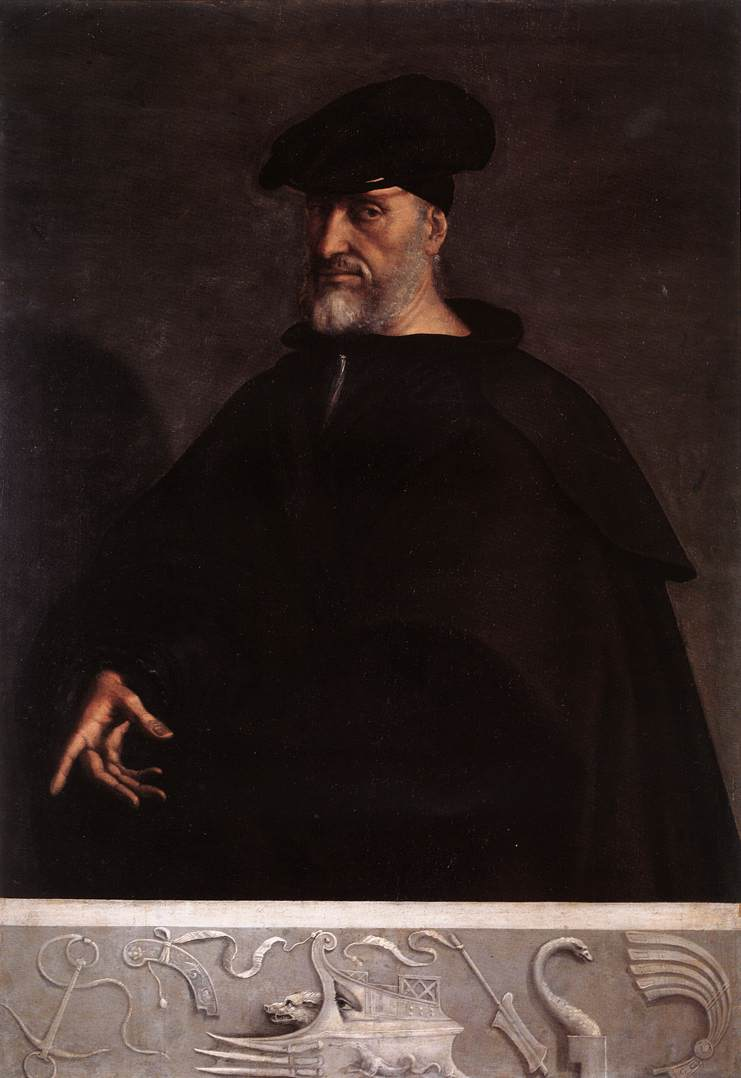
Ritratto di Andrea Doria, c. 1520, di Sebastiano del Piombo.

Il villaggio di Castelnuovo aveva una guarnigione di 4000 uomini. Il grosso di questi soldati era composto dai tercios spagnoli che erano circa 3500 sotto il comando del Maestro de Campo Francisco Sarmiento de Mendoza y Manuel. Questi tercios, chiamati Tercio de Castelnuovo, erano composti da 15 bandiere (compagnie) appartenenti ad altri gruppi (6 dei tercios di Firenze, 3 della Lombardia, 2 di Napoli 1 di Nizza oltre a 3 nuovi reggimenti costituiti per l'occasione). I 15 capitani incaricati della guida degli uomini erano Machín de Munguía, Álvaro de Mendoza, Pedro de Sotomayor, Juan Vizcaíno, Luis Cerón, Jaime de Masquefá, Luis de Haro, Sancho de Frías, Olivera, Silva, Cambrana, Alcocer, Cusán, Borgoñón e Lázaro de Coron. La guarnigione includeva anche 150 cavalieri leggeri, un piccolo contingente di soldati greci e un gruppo di cavalieri al comando di Ándres Escrápula, oltre ad alcuni pezzi d'artiglieria gestiti da 15 cannonieri al comando del capitano Juan de Urrés. Il cappellano di Andrea Doria, di nome Jeremías, rimase anch'egli a Castelnuovo con 40 chierici e commercianti e venne nominati vescovo del villaggio.
La ragione della grandezza di questa guarnigione era dovuta al fatto che Castelnuovo doveva essere la testa di ponte di una possibile invasione dell'Impero ottomano nel suo entroterra. Ad ogni modo, il destino delle truppe nella fortezza dipendeva interamente dal supporto della flotta e questa era stata sconfitta dal Barbarossa a Pravesa prima della cattura di Castelnuovo. Poco dopo, Venezia si ritirò dalla Lega Santa dopo uno svantaggioso accordo con gli ottomani. Senza le navi veneziane, la flotta alleata non aveva possibilità di sconfiggere quella ottomana comandata dal Barbarossa che all'epoca si serviva di un ufficiale di grande esperienza, Turgut Reis.

## L'assedio

### Le prime manovre

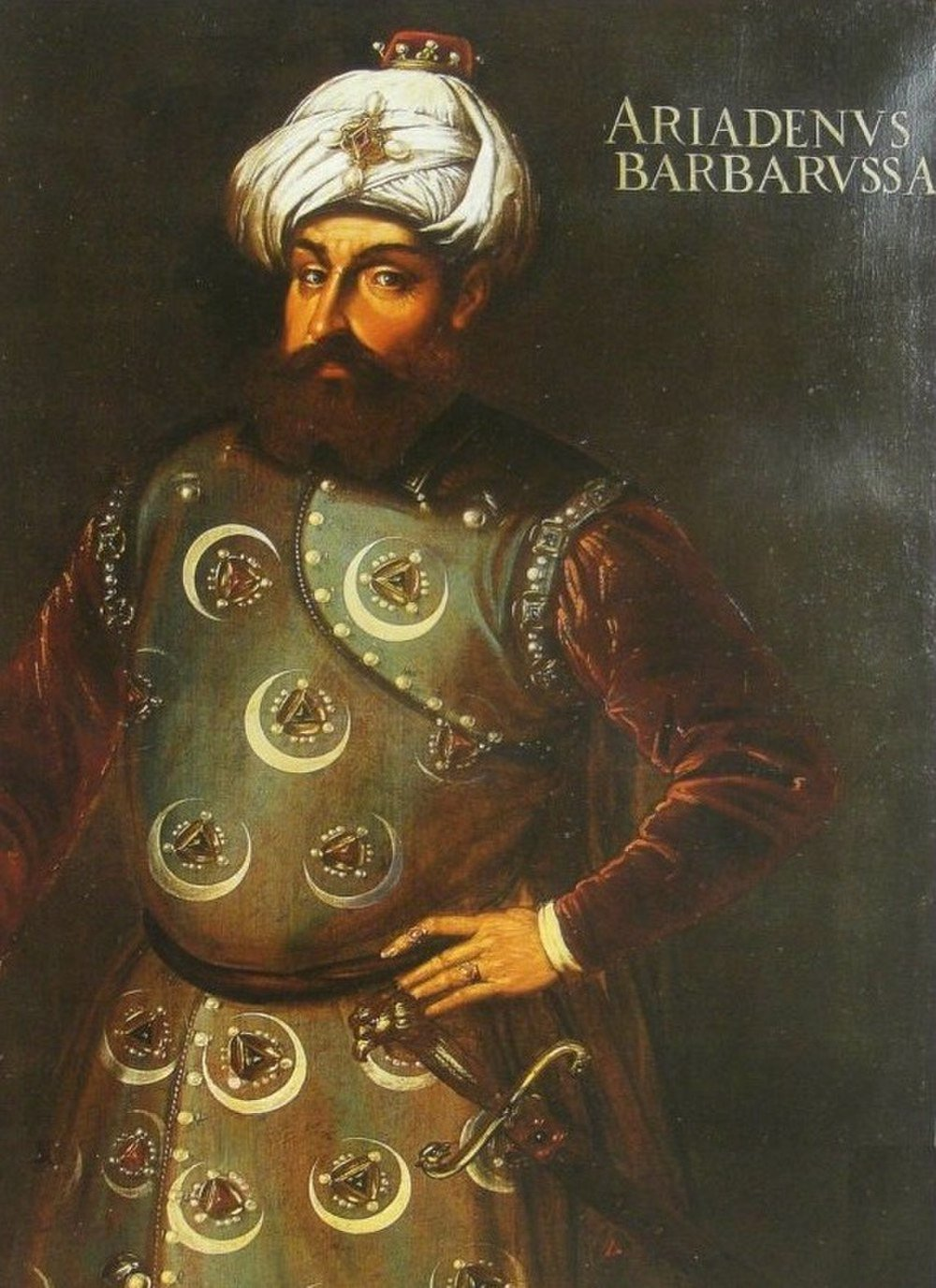
Khayr al-Dīn Barbarossa, ritratto del XVI secolo, Museo del Louvre, Parigi.

Il sultano Solimano il Magnifico ordinò a Barbarossa di riorganizzare e riarmare la sua flotta nei mesi invernali per essere pronto a battagliare per la primavera del 1539. 10 000 fanti e 4000 giannizzeri vennero imbarcati a bordo di navi da guerra per rinforzare le truppe delle galee. Secondo gli ordini ricevuti, l'esercito di Barbarossa, che poteva contare su un totale di 200 navi e 20 000 uomini, avrebbe dapprima imposto un blocco navale a Castelnuovo mentre le forze del governatore ottomano dell'Eyalet di Bosnia, il persiano Ulamen, avrebbero assediato la fortezza via terra con 30 000 uomini. Sarmiento, nel frattempo, utilizzò i mesi di pace precedenti all'assedio per migliorare il più possibile le difese della fortezza, riparando mura e bastioni e costruendo nuove fortificazioni dal momento che, come si è detto, il villaggio era stato predisposto inizialmente per essere solo una testa di ponte. Il capitano Alcocer venne inviato in Spagna per richiedere ulteriori aiuti; Pedro de Sotomayor venne inviato in Sicilia ed il capitano Zambrana a Brindisi, ma tutte le richieste furono vane. Andrea Doria, che si trovava ad Otranto con 47 galee imperiali e 4 maltesi, ricevette notizie della situazione di Castelnuovo, ma vista la situazione della flotta inviò un messaggio a Sarmiento chiedendogli di arrendersi nel caso in cui fosse stato attaccato.
A giugno Barbarossa inviò 30 galee a bloccare l'entrata delle Bocche di Cattaro. I vascelli raggiunsero Castelnuovo il 12 giugno e sbarcarono centinaia di soldati con l'intento di catturare soldati o civili locali per ottenere da loro delle informazioni sulle fortificazioni. Quando gli spagnoli vennero allertati della presenza del nemico, Sarmiento inviò tre compagnie al comando del capitano Machín de Munguía ed un gruppo di cavalleria al comando di Lázaro de Corón per attaccarli prima di pranzo. Dopo un fiero combattimento gli ottomani sbarcati vennero costretti a reimbarcarsi nel pomeriggio. L'azione venne condotta da Francisco de Sarmiento in persona, assieme ai capitani Álvaro de Mendoza, Olivera e Juan Vizcaíno con un totale di 600 soldati. 300 ottomani rimasero uccisi nel corso dello scontro e altri 30 vennero catturati. Il restante riuscì a fuggire sulle navi.

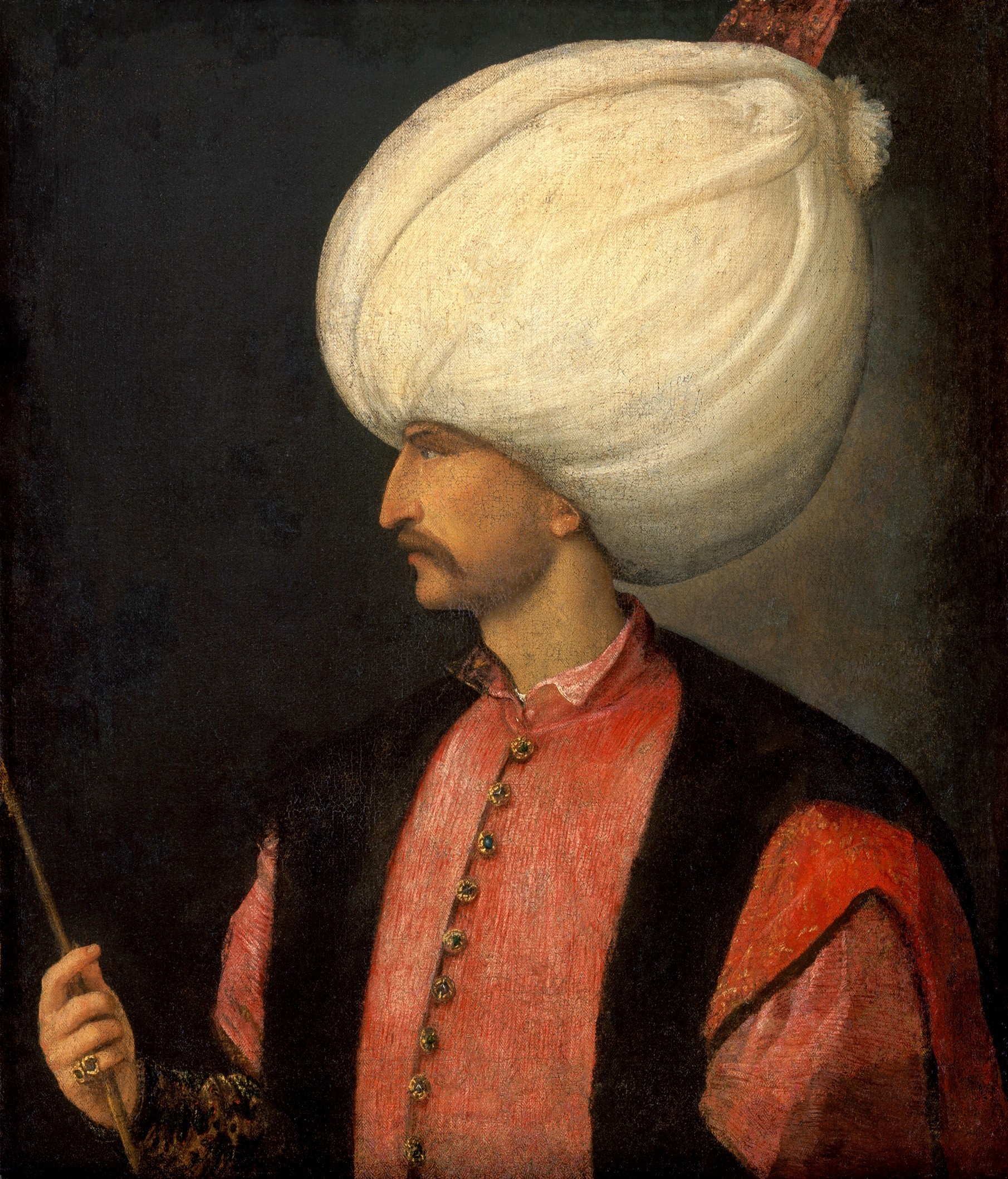
Ritratto di Solimano il Magnifico attribuito a Tiziano c.1530.

Il 18 luglio Barbarossa giunse col grosso delle sue forze ed immediatamente iniziò a sbarcare truppe e artiglieria nell'attesa dell'arrivo di Ulamen, che giunse col suo esercito alcuni giorni dopo. I pionieri ottomani trascorsero alcuni giorni a scavare delle trincee ed a costruire delle piattaforme per accogliere i 44 cannoni pesanti di cui disponevano, spianando le aree circostanti per facilitarne le manovre. Castelnuovo venne bombardata anche via mare, dato che 10 pezzi d'artiglieria erano stati precedentemente imbarcati a bordo delle galee ottomane. Gli spagnoli, nel frattempo, crearono diverse sortite per ostacolare i lavori di assedio del nemico. Questi raids inflissero molte perdite agli ottomani, tra cui Agi, uno dei capitani favoriti del Barbarossa. Un'altra sortita spagnola con una forza di 800 uomini sorprese diversi giannizzeri che stavano tentando di minare le mura di Castelnuovo, uccidendoli quasi tutti. Quando il Barbarossa venne informato di questo massacro, riprese severamente i suoi ufficiali in quanto la perdita di corpi d'élite era difficile da rimpiazzare in quella situazione. Diede quindi l'ordine di proibire ogni sorta di schermaglia per evitare la sconfitta.

### Il grande assalto
Il 23 luglio, l'esercito del Barbarossa era pronto a dare inizio all'assalto generale e la sua artiglieria si preparava a irrompere sulle mura di Castelnuovo. Di fronte all'evidente superiorità numerica delle sue armate contro la guarnigione spagnola che si trovava inoltre completamente isolata ed incapace di ricevere aiuti o rifornimenti, Barbarossa offrì una resa onorevole agli spagnoli. Sarmiento ed i suoi uomini avrebbero ottenuto la possibilità di portarsi sani e salvi in Italia con le loro armi e le loro bandiere. Barbarossa offrì inoltre la somma corrispondente a 20 ducati per ogni soldati che si fosse ritirato. L'unica richiesta fatta a Sarmiento fu quella di abbandonare la sua artiglieria e la polvere da sparo di cui disponeva. Due caporali della compagnia del capitano Vizcaino, Juan Alcaraz e Francisco de Tapia, tentarono di tornare a Napoli e riportarono la loro versione dei fatti anni dopo. Nei loro scritti riportarono la risposta data a Barbarossa: "il Maestro de Campo consultatosi con tutti i capitani, ed i capitani coi loro ufficiali, hanno deciso che preferiscono morire al servizio di Dio e di Sua Maestà."

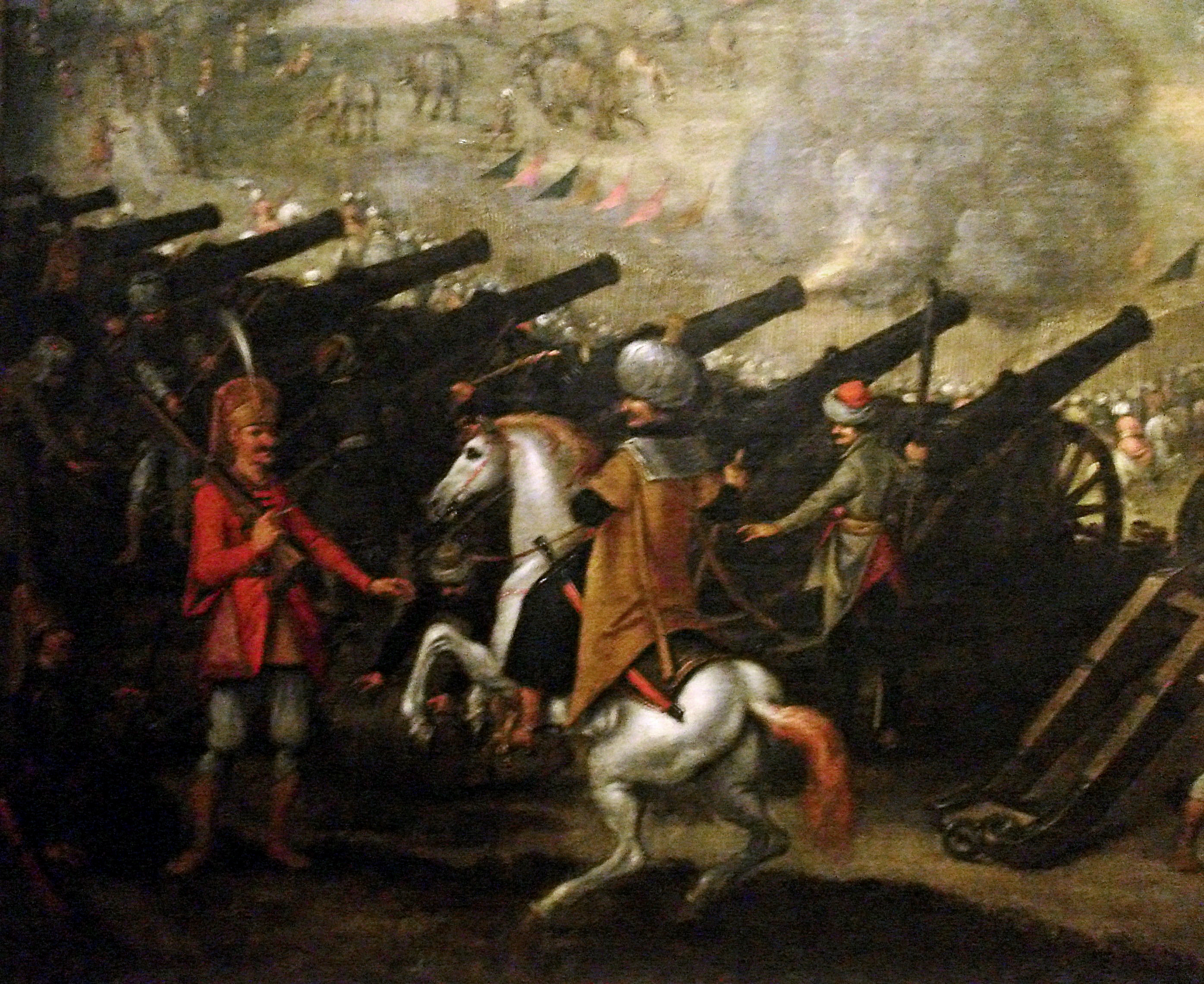
Cannoni da assedio ottomani all'Assedio di Esztergom, 1543. Dipinto di Sebastian Vrancx, XVII secolo.

Il grande assalto alla città venne lanciato poco dopo e perdurò per un'intera giornata. Utilizzando fanteria ed artiglieria, gli ottomani assaltarono e bombardarono contemporaneamente la fortezza il che costò a loro diverse vite, colpite più dal fuoco amico che dai difensori spagnoli. Nel corso della notte gli spagnoli migliorarono le loro difese e coprirono gli spazi nelle mura. Quando l'attacco riprese la mattina successiva, giorno di San Giacomo, il vescovo Jeremías rimase coi soldati, incoraggiandoli e confessando quanti erano mortalmente feriti. Circa 1500 soldati ottomani rimasero uccisi in un assalto sanguinoso, mentre gli spagnoli persero solo 500 uomini.
Incoraggiati dal successo nella difesa, molti soldati spagnoli decisero di condurre a sorpresa un raid nel campo ottomano con l'approvazione di Sarmiento. Per questo, una mattina, 600 uomini colsero gli assedianti di sorpresa. L'assalto non riuscì ad essere bloccato e gli ottomani si spaventarono. Molti fuggirono, tra cui diversi giannizzeri che si rifugiarono nelle tende dei loro campi, tra cui quella di Barbarossa. La guardia personale dell'ammiraglio temeva per la vita del suo signore e per questo, ignorando le sue proteste, lo portò di forza a bordo di una galea con lo stendardo del sultano.

Giannizzeri ottomani.

Nei giorni successivi gran parte dell'artiglieria concentrò il suo fuoco sul forte nella parte alta del villaggio. Barbarossa aveva compreso che quello era il punto chiave delle fortificazioni di Castelnuovo e propose di catturarlo. I rimanenti cannoni, nel frattempo, continuarono a sparare sulle fragili mura dell'insediamento. Il 4 agosto, Barbarossa ordinò l'assalto alle mura del forte che ora erano completamente abbattute. Come punto principale della difesa, Sarmiento aveva rinforzato la guarnigione e rimosso i feriti dei giorni precedenti. L'assalto iniziò al levar del sole e la battaglia perdurò per l'intera giornata. Il capitano Machín of Munguía si distinse in battaglia, guidando i difensori con grande coraggio. Con la sera i restanti membri della guarnigione spagnola si ritirarono coi feriti, lasciando il castello in rovina nelle mani del Barbarossa. Molte furono le vittime di quel giorno. Degli ufficiali incaricati della difesa del castello solo i capitani Masquefá, Munguía, Haro ed il caporale Galaz sopravvissero. Tra i pochi sopravvissuti catturati, gli ottomani trovarono anche tre disertori i quali, portati dinnanzi al Barbarossa, riferirono lo status delle armate spagnole, il che incoraggiò ancora di più le azioni degli ottomani.

### La presa ottomana

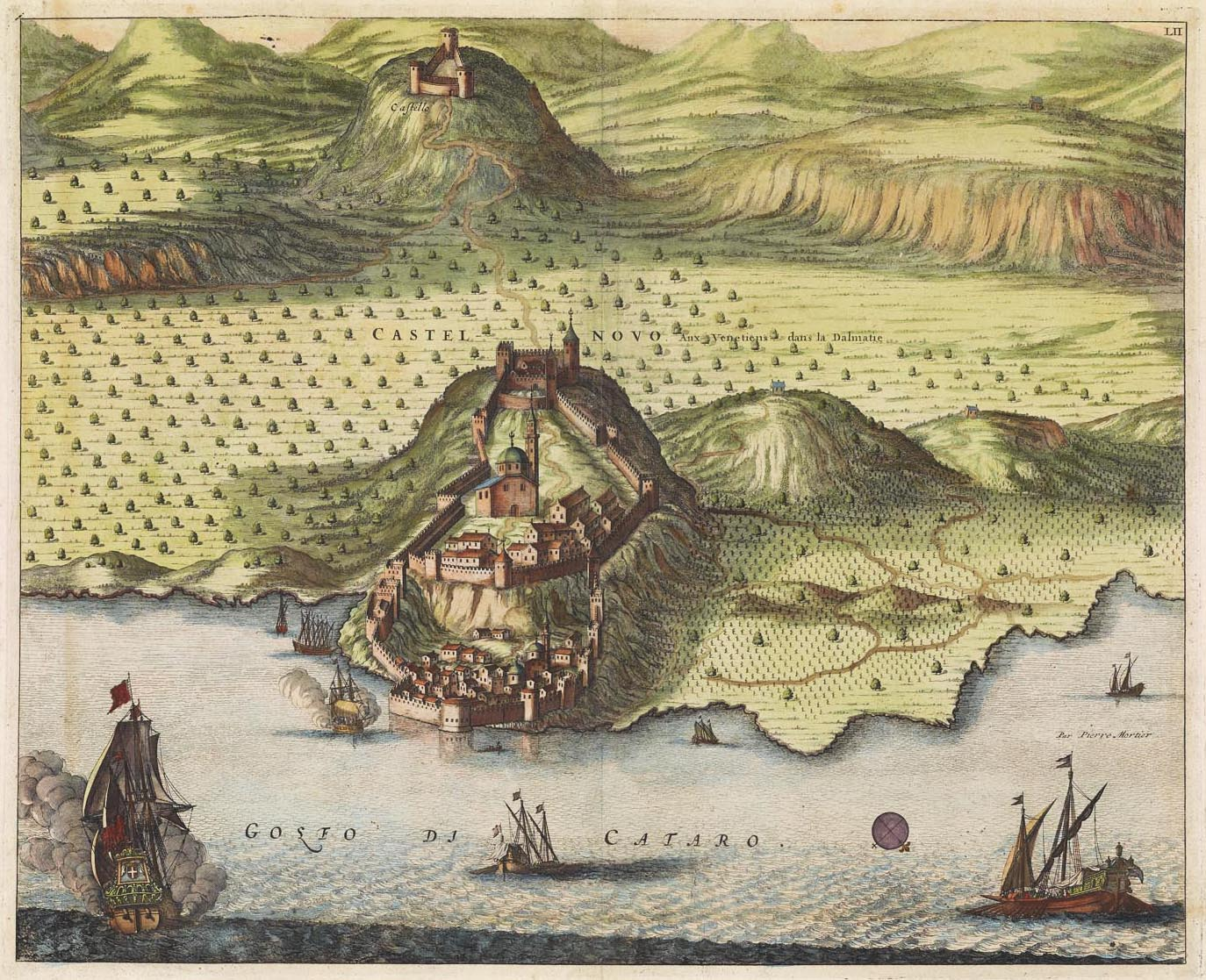
Veduta di Castelnuovo nel XVIII secolo, opera di Pierre Mortier (1661–1711), c. 1700.

Il 5 agosto venne lanciato un nuovo attacco contro le mura della fortezza. Barbarossa, dopo un rapporto sul disastro spagnolo, era sicuro di poter catturare Castelnuovo senza problemi. Tutti i giannizzeri presero parte all'azione e la cavalleria ottenne l'ordine di smontare per unirsi alla fanteria nell'assalto. Malgrado la superiorità numerica delle truppe ottomane, le difese spagnole riuscirono a resistere per un altro giorno pur non avendo più torri con le quali potersi difendere. Sarmiento ordinò ai suoi zappatori di preparare il necessario per distruggere l'ultima torre rimasta, ma il tentativo fallì quando un incendio accidentale accese la miccia facendo esplodere la polveriera ed uccidendo i soldati che stavano lavorando all'opera. A peggiorare questa situazione vi era poi una pesante pioggia che compromise l'uso dei pezzi d'artiglieria per la mancanza di polvere da sparo asciutta. Il combattimento proseguì unicamente a suon di spade, picche e pugnali, ed i soldati spagnoli vennero costretti per primi ad imbracciare le armi per difendere le mura della fortezza. Solo i morenti rimasero nell'ospedale da campo improvvisato, mentre i pochi sopravvissuti spagnoli tentarono di riprendere l'assalto con sorpresa di tutti.
L'ultimo e definitivo attacco ebbe luogo il mattino seguente. Francisco de Sarmiento, a cavallo, venne ferito al volto da tre frecce, ma continuò ad incoraggiare i suoi uomini ad attaccare. Demolite dal pesante fuoco nemico, le rovine delle mura erano ormai indifendibili. Sarmiento ordinò quindi ai 600 spagnoli sopravvissuti di ritirarsi. La sua idea consisteva ora nel difendere il castello nella città bassa dove la popolazione civile di Castelnuovo aveva trovato rifugio. Anche se la ritirata venne condotta in perfetto ordine e disciplina, Sarmiento ed i suoi uomini trovarono le porte del castello murate al loro arrivo. A Sarmiento venne offerta una corda per portarsi sulle mura, ma egli rifiutò rispondendo "Nemmeno Dio vorrebbe la mia salvezza e la morte dei miei compagni senza di me". Venne quindi raggiunto sul posto da Machín de Munguía, Juan Vizcaíno e da Sancho Frias e, circondati dagli ottomani, gli ultimi soldati combatterono fianco a fianco sino a quando nessuno poté più combattere. Sul finire del giorno, Castelnuovo si trovava nelle mani degli ottomani.

## Conseguenze
Quasi tutti i giannizzeri e 16 000 soldati ottomani vennero uccisi nell'assalto. Secondo le fonti, le perdite turche totali ammontarono a 37 000 morti. Delle truppe spagnole solo 200 soldati sopravvissero, perlopiù feriti. Uno dei prigionieri fu il capitano Machín de Munguía. Barbarossa, venuto a conoscenza della notizia, offrì a Munguía la libertà ed un posto nel suo esercito. L'ammiraglio lo ammirava molto per la sua azione nella battaglia di Prevesa, dove gli spagnoli avevano difeso sapientemente una caracca veneziana sul punto di affondare contro diverse navi da guerra ottomane. Munguía si rifiutò di accettare l'offerta e venne per questo decapitato sulla galea dell'ammiraglio. Metà dei prigionieri e tutti i chierici vennero uccisi per soddisfare il desiderio di vendetta degli ottomani, infuriati per le copiose perdite subite nella presa della città. I sopravvissuti vennero portati schiavi a Costantinopoli. 25 di questi tentarono di fuggire dalla prigionia sei anni dopo e salparono verso il porto di Messina.
Malgrado il fallimento di Sarmiento nel mantenere le difese della fortezza, le mura di Castelnuovo vennero cantate da diversi poeti anche contemporanei e l'evento ebbe una notevole risonanza nell'Europa cristiana dell'epoca. I soldati spagnoli che presero parte all'impresa vennero comparati ad eroi mitologici e della storia classica, considerati immortali per la grandezza della loro sorte. Solo i nemici di Carlo V come l'umanista padovano Sperone Speroni gioirono dell'annientamento dei tercios di Castelnuovo.
L'assedio di Castelnuovo pose fine alla fallimentare campagna della Lega Santa contro il potere dell'Impero ottomano nel Mediterraneo orientale. Carlo V iniziò quindi i negoziati con Barbarossa e cercò addirittura di attrarlo nei ranghi imperiali ma invano, e si concentrò poi in una grande spedizione contro Algeri per distruggere il potere ottomano via mare. Questa spedizione si concluse in un disastro in quanto una tempesta colpì la flotta imperiale, con pesanti perdite anche nell'esercito a bordo. Nel 1543 Carlo V e Solimano il Magnifico siglarono una tregua. Castelnuovo rimase nelle mani degli ottomani per i successivi 150 anni. Venne recuperata nel 1687, durante la Guerra di Morea, dal "capitano generale da mar" veneziano Girolamo Cornaro il quale, alleato dei montenegrini guidati da Vuceta Bogdanovic, vinse i turchi presso il villaggio e pose la fortezza locale sotto il controllo veneziano.